# Épi (maritime)
Pour les articles homonymes, voir EPI.

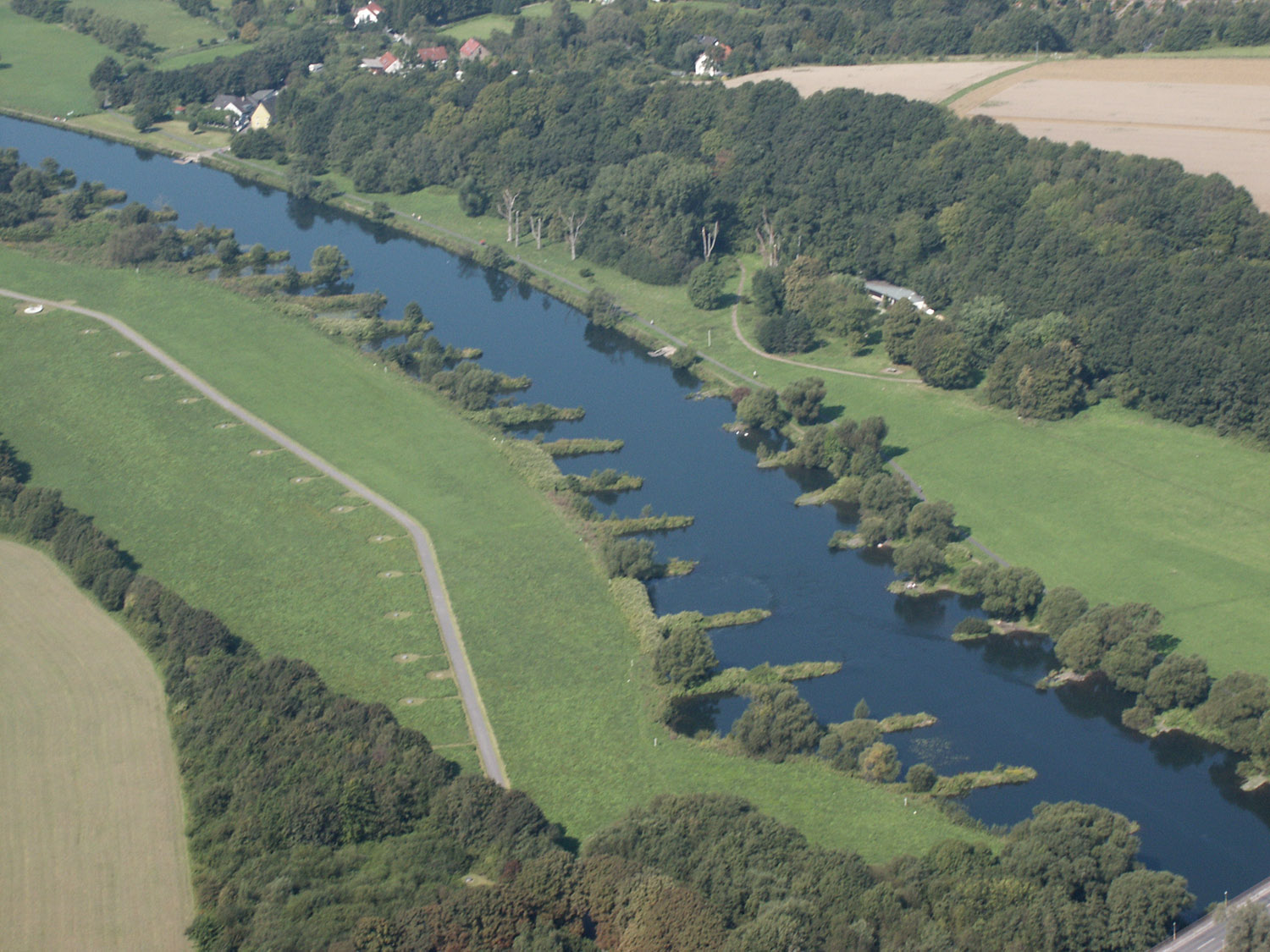
L’épi artificiel est un instrument privilégié de rectification des berges : ici la rivière de Ruhr entre Hattingen et Bochum.

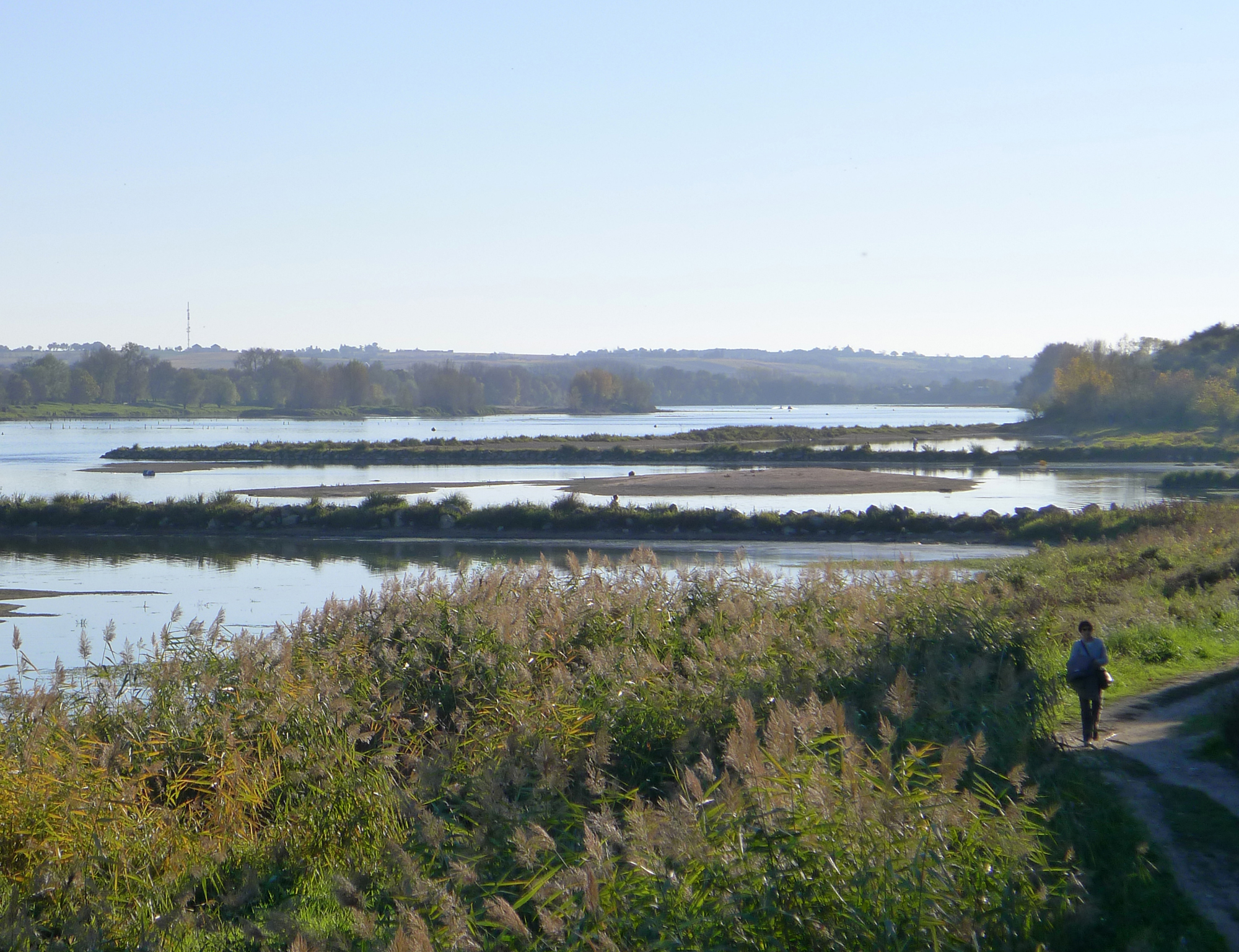
Depuis 1850, plus de 750 ouvrages de navigation (épis, chevrettes et duits) ont été construits sur la Loire entre les Ponts-de-Cé et Nantes. Au XXIe siècle, des opérations de remodelage de ces murets de pierre, voire de démolition, visent à faire retrouver au fleuve son cours naturel et à renforcer la biodiversité du milieu fluvial.

Un épi est un ouvrage hydraulique rigide construit au bord de l'océan ou sur une berge de rivière pour freiner les courants d'eau et limiter les mouvements de sédiments. Dans l'océan, les épis permettent de créer des plages ou évitent de les voir emportées par l'érosion du littoral. Dans les cours d'eau, les épis de navigation évitent l'érosion des berges (fixation des grèves) et les dérives de glace, régularisent la vitesse du courant du chenal de navigation afin de favoriser l'autodragage et le tirant d'eau, ce qui aide la navigation. Les épis fluviaux de chenalisation sont des digues submersibles obliques ou perpendiculaires aux berges. Les épis au bord de l'océan sont également construits généralement perpendiculaires à la côte, depuis la partie supérieure de la plage jusqu'à s'enfoncer plus ou moins loin dans la mer. Certains épis sont construits totalement sous l'eau (épis submergés). Les épis sont généralement construits en bois, en béton ou avec des amas de roches placés dans une solide structure de grosses poutres en bois. Les épis sont souvent utilisés pour limiter l'érosion car ils sont moins onéreux qu'une digue classique et nécessitent peu d'entretien. Ils sont souvent utilisés en groupe ou en combinaison avec une ou plusieurs digues. Mais d'un point de vue esthétique, les épis peuvent donner aux plages (notamment celles de sable fin) un aspect artificiel et laid.

## Génie côtier
La longueur de l'épi, sa hauteur, la distance entre deux épis doivent être déterminés en fonction de la puissance des vagues et des courants locaux ainsi que de la pente de la plage. Les épis trop longs ou trop hauts ont tendance à accélérer l'érosion car ils piègent trop de sédiments d'un seul côté. À l'inverse, les épis trop courts, trop bas ou trop perméables sont inefficaces, car ils emprisonnent trop peu de sédiments. Un épi ne remontant pas suffisamment haut sur la plage peut chavirer sous la puissance de la mer.

## Comment fonctionnent les épis
Un épi est une barrière physique qui freine le transport de sédiment dû à la dérive littorale le long de la côte. Il provoque une accumulation des sédiments du côté amont (celui exposé au courant principal). Il en résulte souvent l'apparition et le maintien d'une plage artificielle. À l'inverse, du côté aval (le côté protégé vis-à-vis du courant principal), l'épi provoque souvent une érosion accélérée car ce côté recevant peu ou pas de sédiments a tendance à être creusé par le courant naturel. C'est particulièrement vrai en cas de succession de plusieurs épis, sur le côté aval du dernier épi du groupe. Le résultat peut être un décalage de plusieurs dizaines de mètres de largeur entre la plage du côté amont et celle du côté aval. Ce décalage est d'autant plus marqué que l'épi est long, haut et imperméable. À l'inverse, pour limiter ce décalage, l'épi doit être relativement perméable pour laisser passer une partie des sédiments afin de nourrir la plage aval.

## Aménagement de rivière

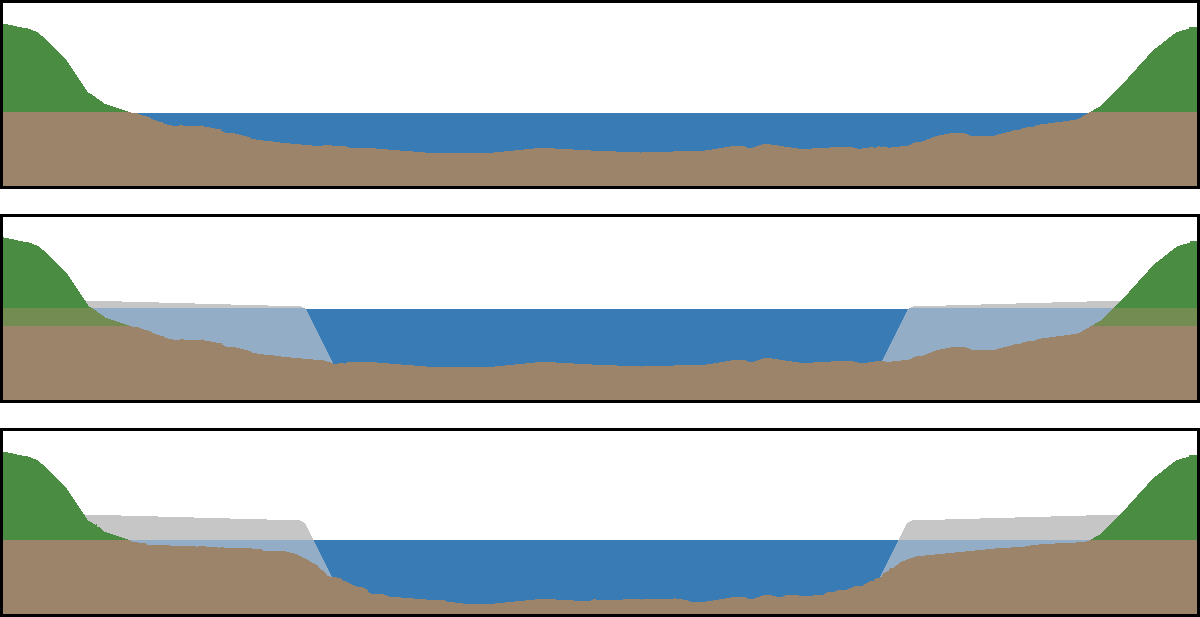
Représentation schématique de la section d'écoulement d'une rivière: dans un premier temps, les épis provoquent une augmentation du niveau d'eau et des vitesses d'écoulement. Par la suite, les sédiments du milieu de la rivière sont transportés vers les berges. En approfondissant son lit, la rivière diminue son niveau d'eau.

Les épis peuvent être utilisés pour l'aménagement d'une rivière dans le but de protéger les berges en créant des zones d'eau morte qui vont se remblayer. La construction d'épis dans le lit d'une rivière permet également de créer un chenal de crue. Les épis concentrent le flot d'eau vers le centre du lit.
Les épis sont généralement orientés de 10 à 20° vers l'amont. Les épis étant submersibles, cette orientation permet de ramener l'écoulement vers le centre du lit lors des déversements. Les épis génèrent de fortes turbulences à leur tête en particulier et à leur aval. En s'opposant à l'écoulement hydraulique normal, ils sont fortement sollicités. C'est pourquoi ces ouvrages nécessitent d'être correctement ancrés dans les berges et requièrent une protection contre l'affouillement en mettant en place des semelles parafouilles de plusieurs mètres si nécessaire. Des épis trop courts peuvent endommager la berge en produisant non pas des zones mortes mais des turbulences à proximité des rives. Les épis peuvent être également installés le long de la berge concave d'un méandre pour en limiter l'érosion.

## Galerie d'images

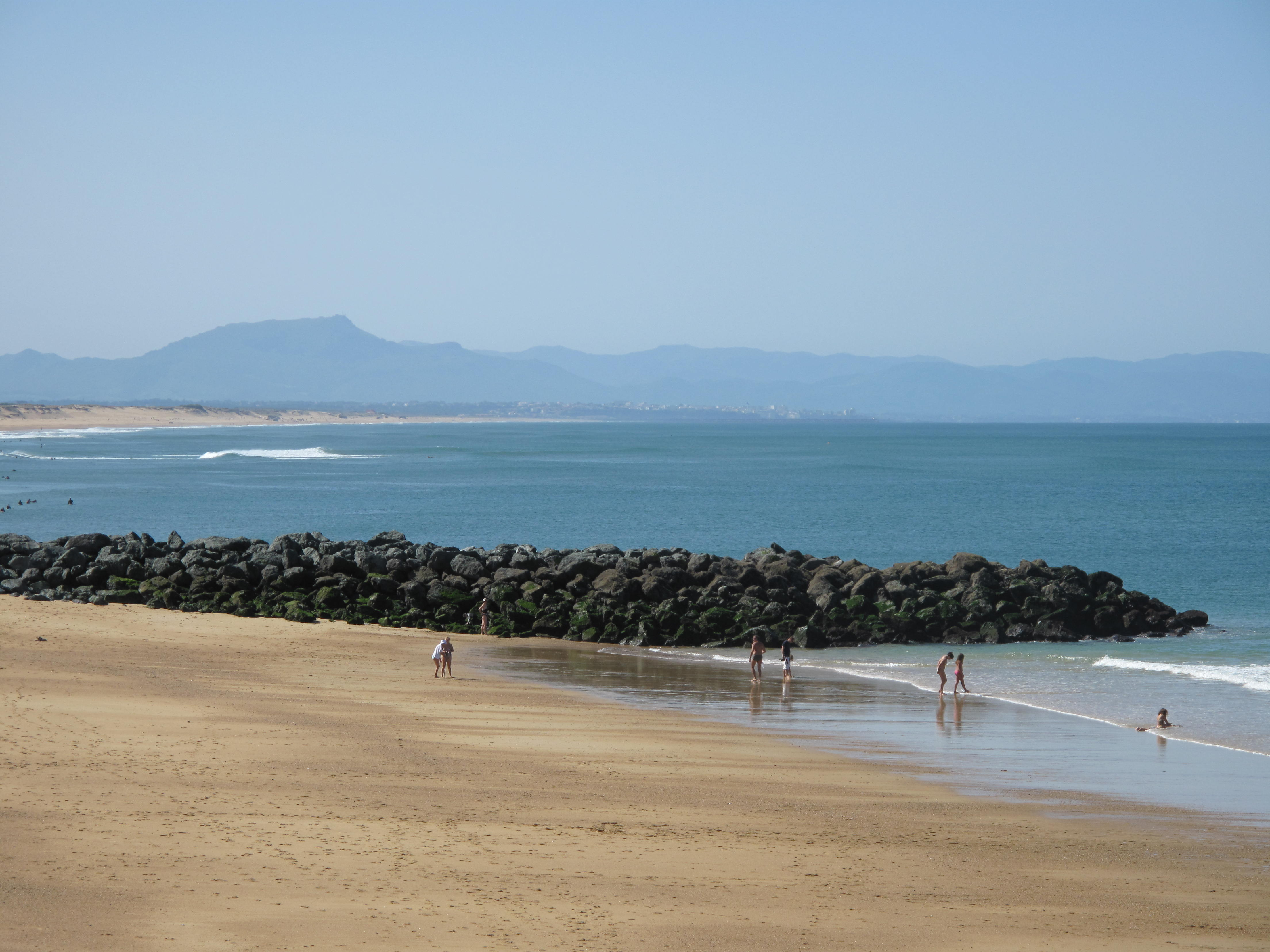
Épi de rochers artificiels à Capbreton, Landes.
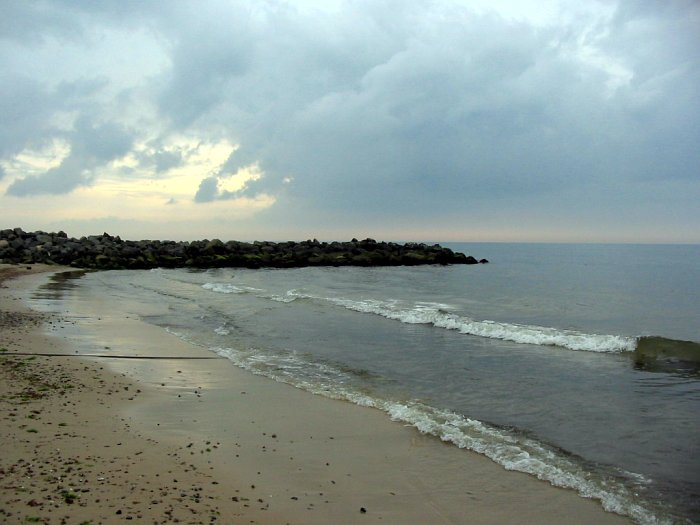
Épi rocheux en mer du Nord.
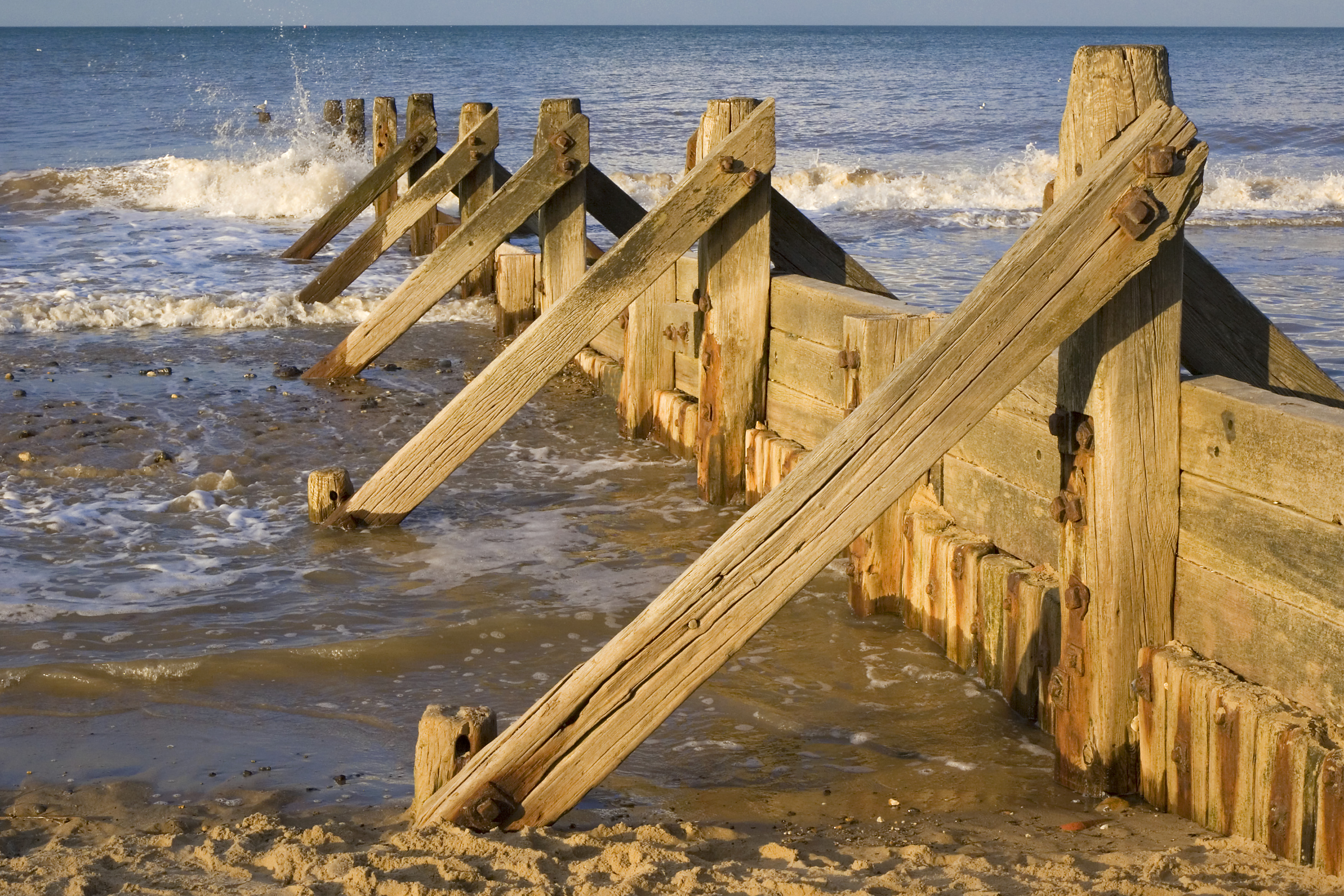
Épi en bois à Mundesley, Norfolk, Royaume-Uni.
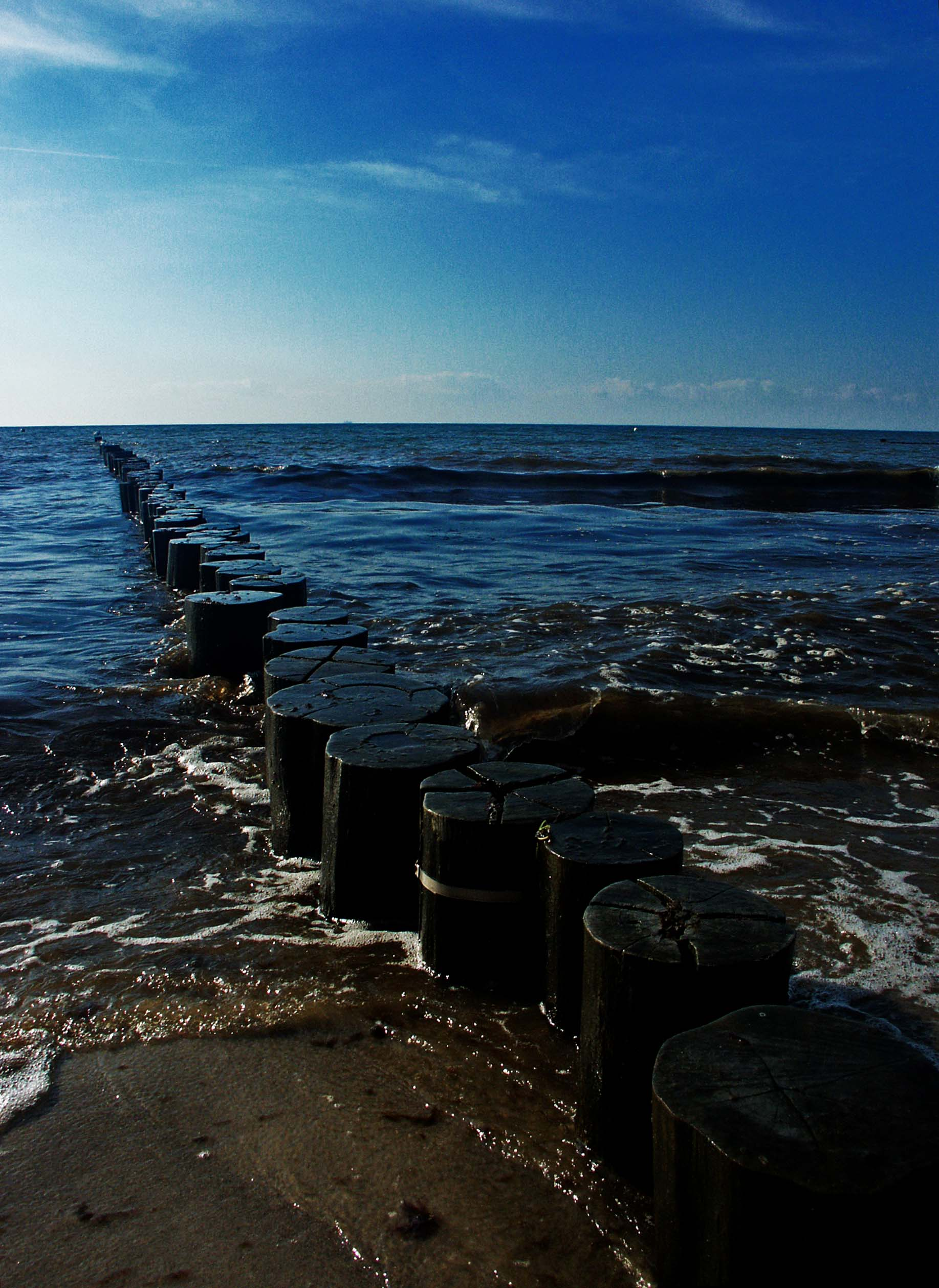
Pieux formant un épi à Markgrafenheide, Allemagne.
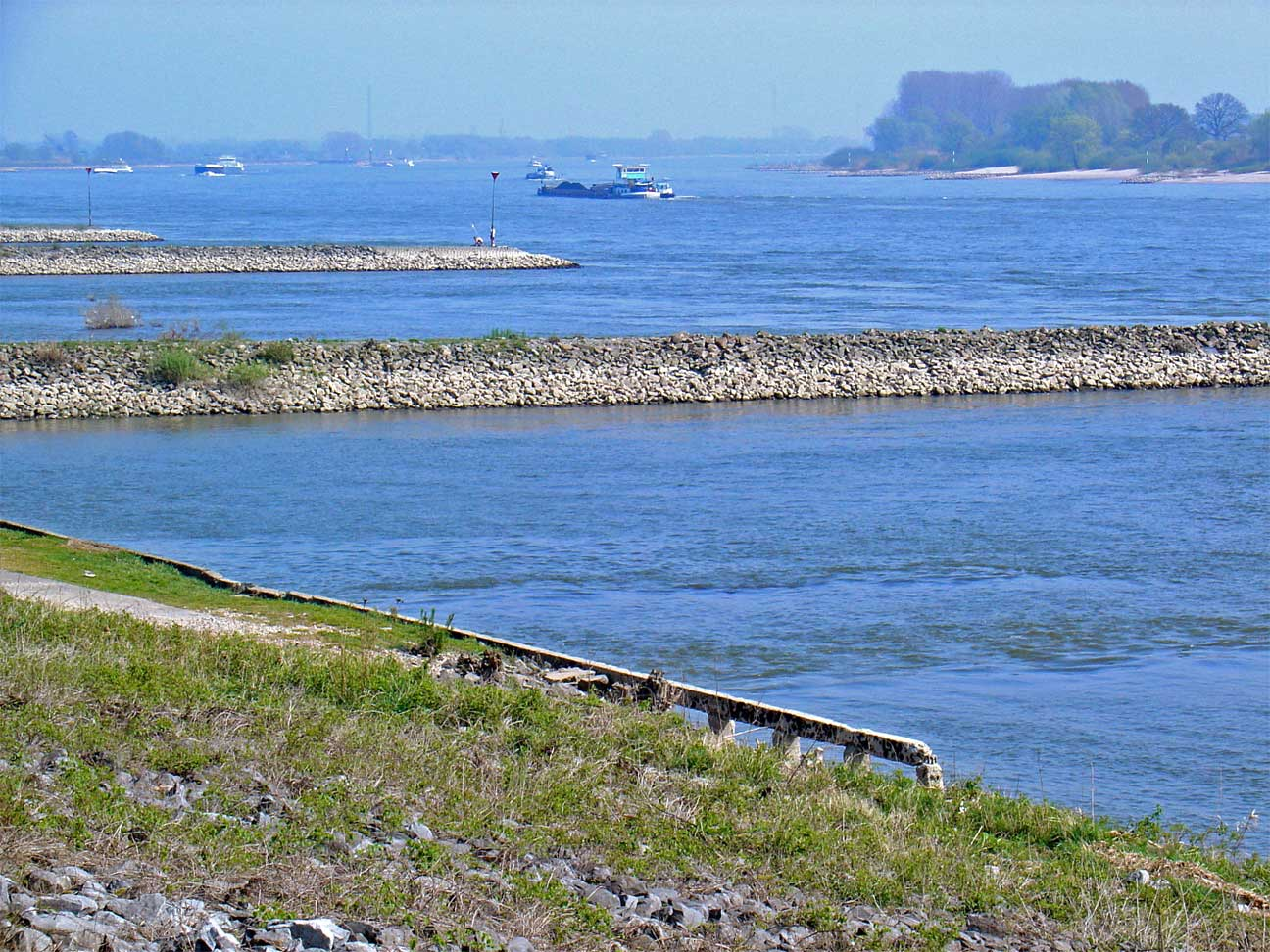
Épis de rivière sur le Rhin.
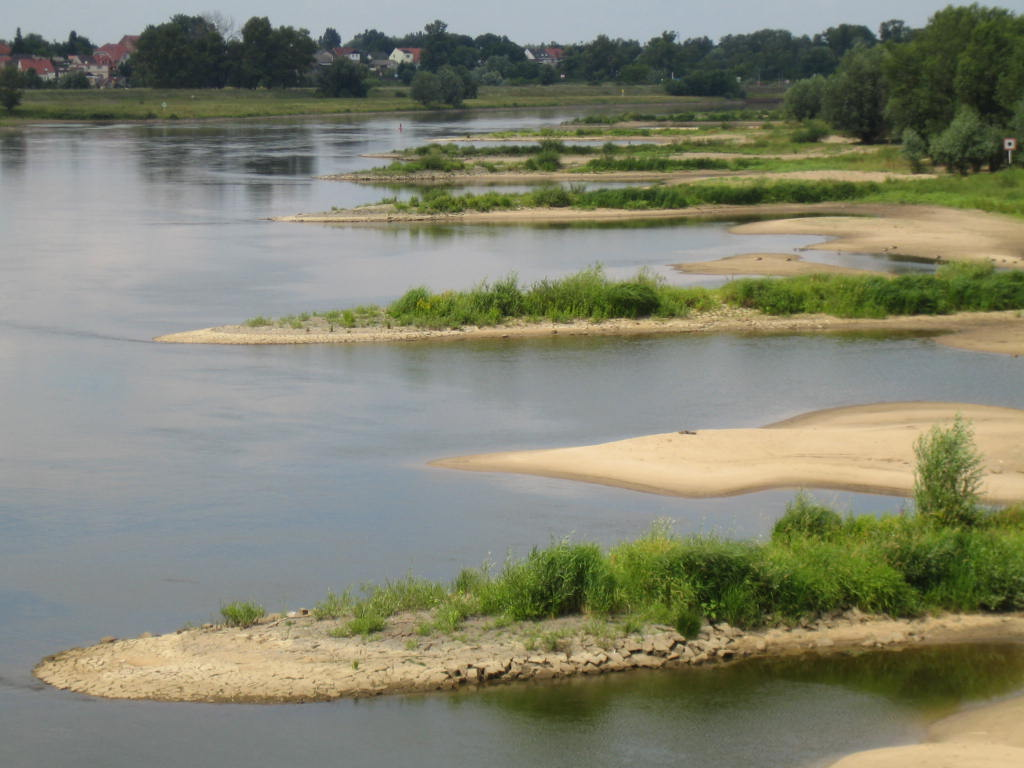
Épis de rivière en pierre sur l'Oder.
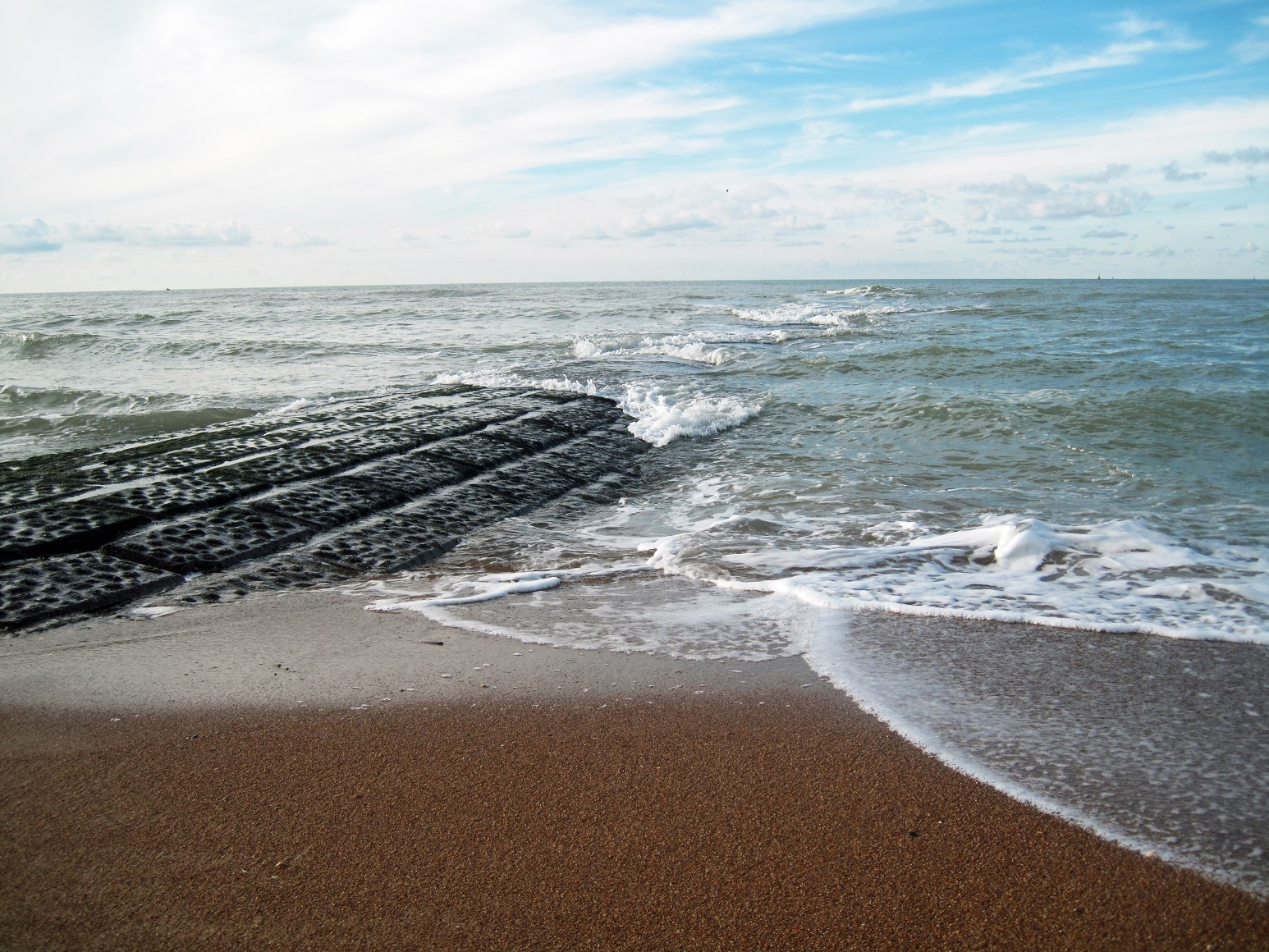
Épi à la marée montante à Ostende, mer du Nord.